# ジブリル・ジオップ・マンベティ
ジブリル・ジオップ・マンベティ（Djibril Diop Mambéty, 1945年1月 - 1998年7月23日）は、セネガルの映画監督。

## 略歴
映画製作を独学で学び、監督第1作『コントラス・シティ』を23歳で発表。ダカールに生きる人々を主題とし、カンヌ国際映画祭やモスクワ国際映画祭をはじめ国際的に高い評価を受ける。また、フェスパコの常連でもあった。兄弟のワシス・ディオップは作曲家。
長篇3部作「権力と愚かさについて」、短篇3部作「普通の人々」を構想していたが、死去によって、ともに第2作目までの発表となった。遺作となった『太陽を売った少女』は、小児麻痺の少女が新聞を売って生活し、障害者の少年と交流したり横暴な警官やいじめをする子供たちに立ち向かい生きていく姿を描いた。

## 主な監督作品
- Contras City（City of Contrasts) (1968)　『コントラス・シティ』
- Badou Boy (1970)　『バドウ・ボーイ』
- Touki Bouki（The Journey of the Hyena） (1973) - 『トゥキ・ブゥキ / ハイエナの旅』。長篇3部作「権力と愚かさについて」第1作。
- Parlons Grand-mère（'Let's talk Grandmother） (1989)
- Hyènes（Hyenas）(1992) - 『ハイエナ』。長篇3部作「権力と愚かさについて」第2作。
- Le Franc (1994) - 『ル・フラン』。短篇3部作「普通の人々」第1作。
- La petite vendeuse de Soleil (The Little Girl Who Sold the Sun)(1999) - 『太陽を売った少女』。短篇3部作「普通の人々」第2作。遺作。